# Thressa laticornis
Thressa laticornis är en tvåvingeart som först beskrevs av de Meijere 1916.  Thressa laticornis ingår i släktet Thressa och familjen fritflugor. Inga underarter finns listade i Catalogue of Life.